# Закариасен, Петур
Пе́тур Зака́риасен (фар. Petur Zachariasen; род. 19 апреля 1995 года в Тофтире, Фарерские острова) — фарерский футболист защитник клуба «ЭБ/Стреймур».

## Карьера
Петур является воспитанником клуба «ЭБ/Стреймур». Он дебютировал за «чёрно-синих» 13 сентября 2015 года в матче фарерской премьер-лиги против «Вуйчингура»: защитник вышел на поле вместо Рагнара Даниельсена на 90-й минуте. Это была единственная игра Петура в его первом сезоне на взрослом уровне. В 2016 году «ЭБ/Стреймур» выступал в первом дивизионе. Защитник провёл 8 из 27 матчей турнира, внеся свой небольшой вклад в быстрое возвращение клуба в класс сильнейших. В сезоне-2017 Петур сыграл 15 матчей в высшем фарерском дивизионе и забил первый гол в карьере, 1 октября поразив ворота столичного «ХБ».
В 2018 году он был твёрдым игроком основы «чёрно-синих», отыграв 26 встреч в премьер-лиге и отметившись в них 2 забитыми мячами. В 2019 году Петур стал реже попадать в основной состав, приняв участие в 22 играх первенства архипелага. В сезоне-2020 защитник провёл 16 матчей в высшей фарерской лиге, забив 1 гол.

## Статистика выступлений
| Выступление      | Выступление      | Выступление      | Лига | Лига | Кубки | Кубки | Еврокубки | Еврокубки | Прочие | Прочие | Итого | Итого |
| Клуб             | Лига             | Сезон            | Игры | Голы | Игры  | Голы  | Игры      | Голы      | Игры   | Голы   | Игры  | Голы  |
| ---------------- | ---------------- | ---------------- | ---- | ---- | ----- | ----- | --------- | --------- | ------ | ------ | ----- | ----- |
| ЭБ/Стреймур      | Премьер-лига     | 2015             | 1    | 0    | 0     | 0     | 0         | 0         | 0      | 0      | 1     | 0     |
| ЭБ/Стреймур      | Первый дивизион  | 2016             | 8    | 0    | 0     | 0     | 0         | 0         | 0      | 0      | 8     | 0     |
| ЭБ/Стреймур      | Премьер-лига     | 2017             | 15   | 1    | 0     | 0     | 0         | 0         | 0      | 0      | 15    | 1     |
| ЭБ/Стреймур      | Премьер-лига     | 2018             | 26   | 2    | 2     | 0     | 0         | 0         | 0      | 0      | 28    | 2     |
| ЭБ/Стреймур      | Премьер-лига     | 2019             | 22   | 0    | 1     | 0     | 0         | 0         | 0      | 0      | 23    | 0     |
| ЭБ/Стреймур      | Премьер-лига     | 2020             | 16   | 1    | 0     | 0     | 0         | 0         | 0      | 0      | 16    | 1     |
| ЭБ/Стреймур      | Премьер-лига     | 2021             | 7    | 0    | 1     | 0     | 0         | 0         | 0      | 0      | 8     | 0     |
| ЭБ/Стреймур      | Итого            | Итого            | 95   | 4    | 4     | 0     | 0         | 0         | 0      | 0      | 99    | 4     |
| Всего за карьеру | Всего за карьеру | Всего за карьеру | 95   | 4    | 4     | 0     | 0         | 0         | 0      | 0      | 99    | 4     |

## Достижения
«ЭБ/Стреймур»
- Победитель первого дивизиона (1): 2016

## Личная жизнь
Отец Петура Финнбьёрн Закариасен — бывший футболист, игравший за «Стреймур», «ЭБ/Стреймур» и «Б68». Петур родился в Тофтире во времена выступлений Финнбьёрна за местный клуб «Б68».